# Radziejowa (wieś)
Radziejowa – nieistniejąca wieś w Polsce położona w województwie podkarpackim, w powiecie leskim, w gminie Solina.
Wieś prawa wołoskiego w latach 1551-1600, położona w ziemi sanockiej województwa ruskiego.